# Norbert Prangenberg
Norbert Prangenberg, né le 23 juin 1949 à Nettesheim et mort le 29 juin 2012 à Krefeld (Allemagne), est un peintre, sculpteur et graveur abstrait allemand.

## Biographie
Norbert Prangenberg naît à Nettesheim, district de la municipalité de Rommerskirchen, en Rhénanie-du-Nord-Westphalie (Allemagne), et situé juste à l'extérieur de Cologne, le 23 juin 1949.
Bien qu'il n'ait reçu aucune formation formelle et ne se soit pas complètement engagé dans l'art avant la trentaine, Norbert Prangenberg a finalement trouvé un style qui lui était propre, ne s'adaptant pas confortablement aux mouvements néo-expressionnistes ou néo-géo de son temps, dans le années 1970 et 1980. À cette époque, il était considéré comme une figure majeure de l'art contemporain allemand. Bien qu'il ait commencé avec des peintures abstraites, il est également connu pour ses sculptures de toutes tailles, et tandis que son travail apparaît initialement abstrait, les titres donnés font parfois allusion au corps humain ou à un paysage. Orfèvre de formation, ainsi que souffleur de verre, il a toujours montré une attention aux matériaux et à la façon dont ils pouvaient être physiquement engagés. Il voulait savoir comment ses deux mains pouvaient affecter la surface de la peinture ou de la sculpture. Des traces de la main de l'artiste apparaissent littéralement dans l'ensemble de son œuvre, avant qu'il ne perde la bataille contre le cancer du foie en 2012.